# Dibenzotiazepine
Le dibenzotiazepine sono una classe di antipsicotici atipici (da non confondere con le benzodiazepine che sono ansiolitici) utilizzate nel trattamento della schizofrenia. Esempi di dibenzotiazepine sono la clotiapina e la quetiapina.